# Jules Breton
Jules Adolphe Aimé Louis Breton (Courrières, 1 de mayo de 1827 - París, 5 de julio de 1906) fue un pintor francés realista. Sus pinturas están fuertemente influidas por el campo francés y su absorción de los métodos tradicionales contribuyó a hacer de Jules Breton uno de los principales divulgadores de la belleza y la visión idílica del mundo rural.

## Juventud y educación

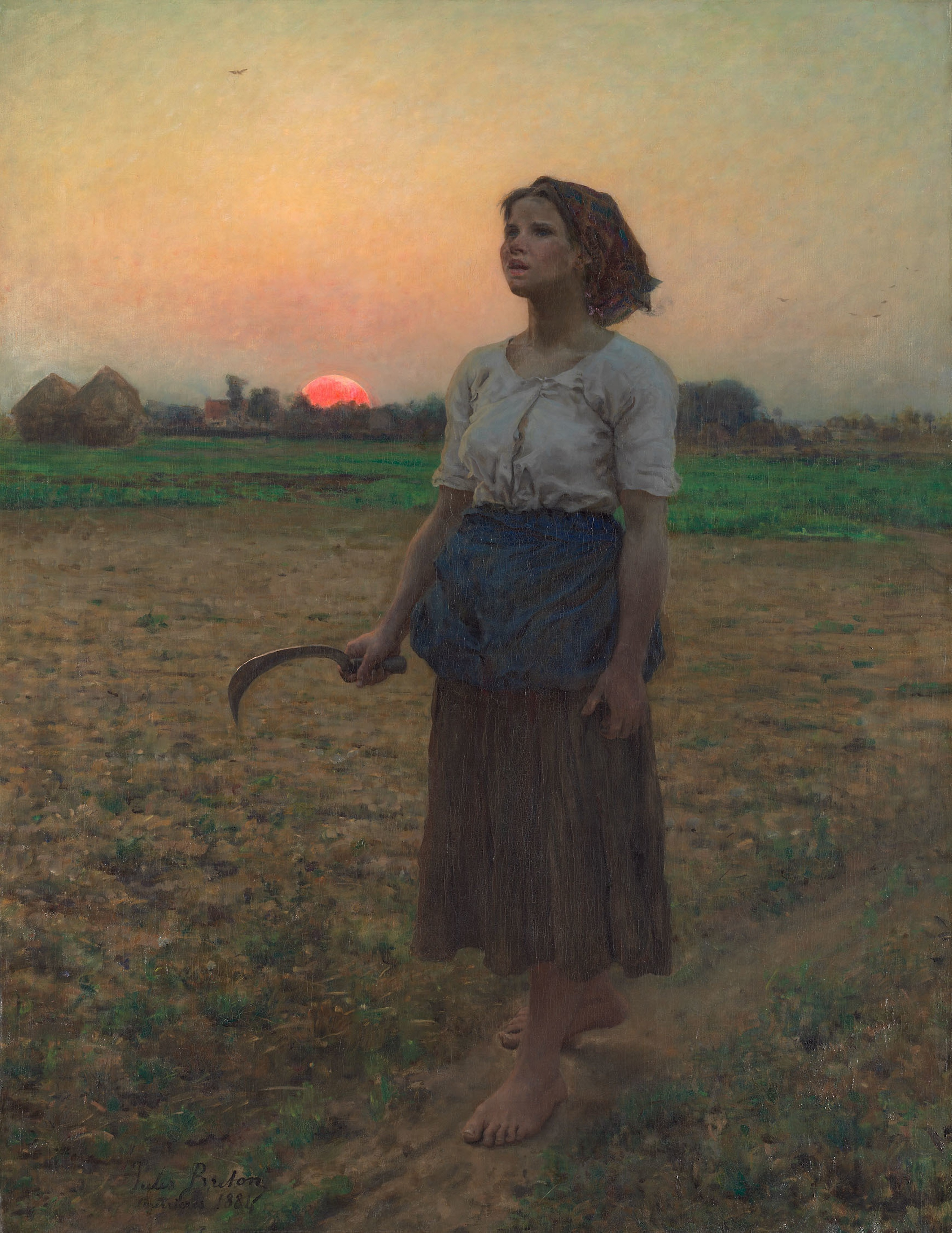
El canto de la alondra, 1884

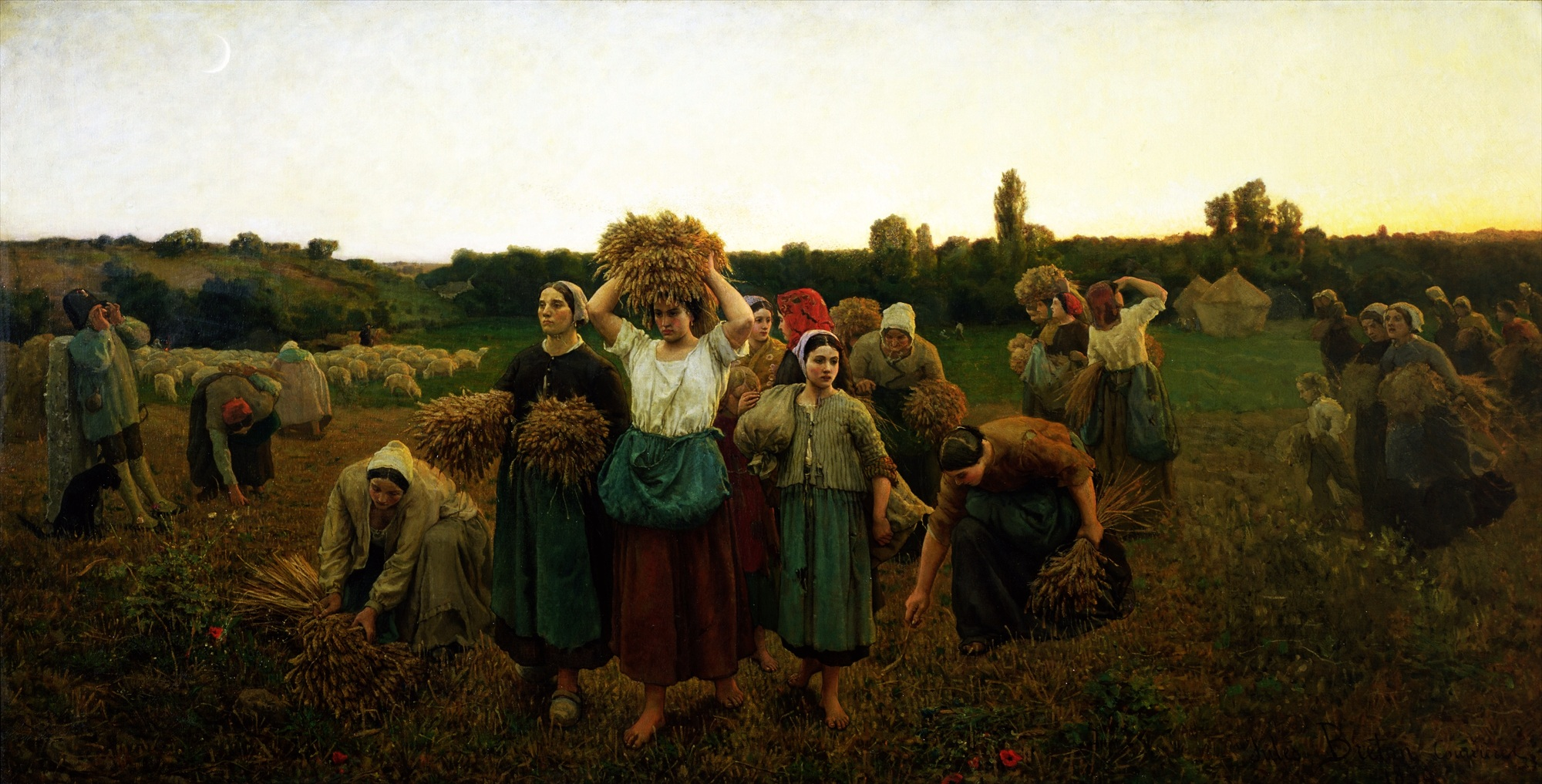
La retirada de las espigadoras, 1859

Jules Adolphe Aimé Louis Breton nació el 1 de mayo de 1827 en Courrières, un pequeño pueblo de Pas-de-Calais. Su padre, Marie-Louis Breton, trabajaba las tierras de un rico terrateniente. Su madre murió cuando él tenía 4 años, por lo que fue criado por su padre. En su casa vivían también su abuela materna y su primo Boniface Breton. El respeto a la tradición, el amor por la tierra y por su región natal se mantuvieron como la parte central de su obra durante el resto de su vida.
Su primera formación la recibió en el College St. Bertin, cerca de Saint-Omer, ciudad cercana a Corrière. En 1842 conoció al pintor Félix de Vigne, que, impresionado por el talento del joven Breton, convenció a su familia para que le dejaran estudiar arte. Fue a Gante en 1843, allí continuó con sus estudios de arte en la Academy of Fine Arts, junto con de Vigne y el pintor Henri van der Haert. En 1846, Breton se trasladó a Amberes donde tomó clases con el barón Gustaf Wappers y empleó parte de su tiempo en copiar los trabajos de los maestros flamencos. 
En 1847, fue a París para perfeccionar su formación en la École des Beaux-Arts. En París, Breton estudió en el taller Michel Martin Drolling. Allí conoció y entabló amistad con varios artistas realistas, incluidos François Bonvin y Gustave Brion, Sus primeros cuadros expuestos en el Salón de París reflejan sus influencias. Sus primeros trabajos fueron sobre personajes históricos: Saint Piat predicando en la Galia, luego bajo la influencia de la Revolución de 1848 pintó miseria y desesperación. En el salón expuso Miseria y desesperación en 1849 y Hambre en 1840-1841.
Ambos cuadros han sido destruidos. Después, Hambre fue expuesto con gran éxito en Bruselas y Gante, Breton se trasladó a Bélgica, donde conoció a su futura esposa Elodie. Elodie era hija de su primer profesor Félix de Vigne. Breton volvió a Francia en 1852 y se convenció de que no había nacido para ser pintor de hechos históricos, por lo que volvió a sus recuerdos de la naturaleza y el mundo rural que le habían impresionado en su juventud. En 1853, expuso El regreso de los segadores el primero de sus numerosos trabajos influenciados por la obra del pintor suizo Louis-Leopold Robert. En 1854, Breton se trasladó de nuevo a su pueblo natal. Allí empezó Las espigadoras, una obra inspirada en el trabajo del campo y la dura situación de los más desfavorecidos que recogían lo que quedaba en el campo tras la cosecha. Las espigadoras recibió una medalla de tercera clase, lo que hizo despegar la carrera de Breton. Comenzó a recibir encargos estatales y muchas de sus obras fueron adquiridas por la Administración francesa de arte que las envió a los museos provinciales. En 1857, su obra "Bendición del Trigo" fue expuesta en el salón y obtuvo la medalla de segunda clase. En 1858 Breton se casó con Elodie de Vigne.

## Fama

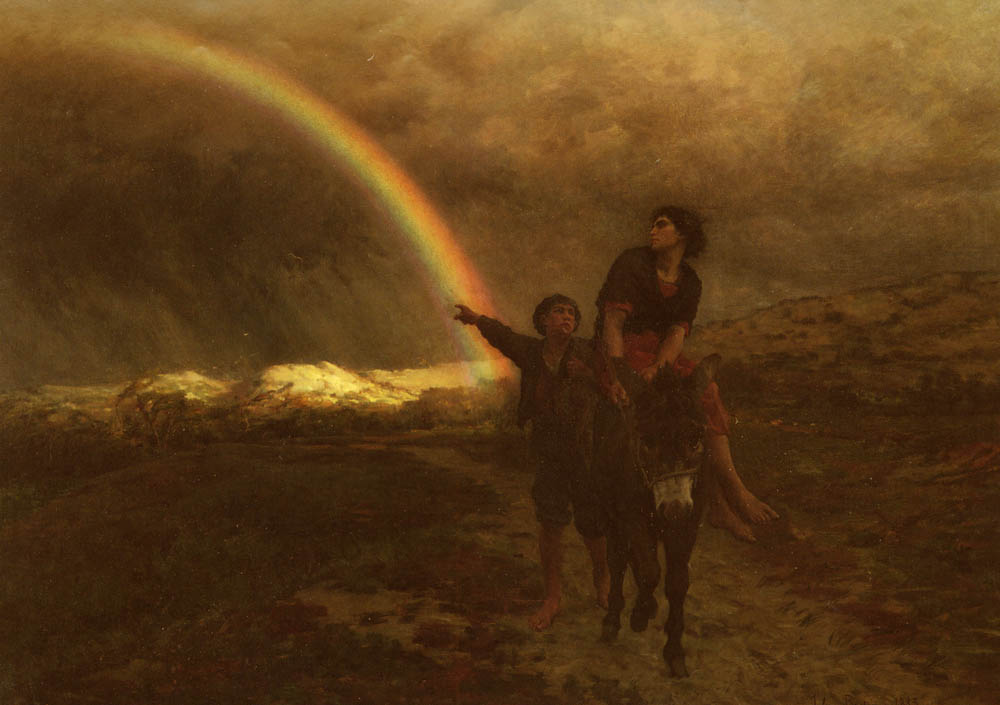
Arcoíris en el cielo, 1883

Durante toda la década de 1870, Breton continuó con sus exposiciones y en las de 1880 y 1890 su fama creció. Su representación poética en un paisaje con el sol de poniente, se hicieron muy populares, especialmente en Estados Unidos. Dado que sus obras se hicieron tan populares Breton produjo copias de algunas de ellas. Breton fue extremadamente popular en su tiempo, exhibió en varios salones. Fue uno de los pintores más populares de su época tanto en su Francia natal como en Estados Unidos y Reino Unido. En 1880, Vincent van Gogh viajó 137 km hasta Courrières para visitar a Breton, de quien era gran admirador.
En 1886, Breton fue elegido miembro del Instituto de Francia, con la muerte de Baudry. En 1889, fue nombrado comendador de la Legión de Honor y en 1899 fue elegido miembro de la Royal Academy. Su hermano Emilio, arquitecto de profesión, y su hija Virginia fueron también pintores.
También escribió un libro de poemas (Jeanne) y varios en prosa sobre su vida y la obra de otros artistas que conoció personalmente, entre ellos Les Champs et la mer (1876), Nos peintres du siècle (1900), Delphine Bernard (1902), y La Peinture (1904). Jules Breton murió en París el 5 de julio de 1906.